# Sveti Felicio
Sveti Felicio ili sveti Felicije (? - 30. kolovoza 304.), kršćanski svetac i mučenik.

## Životopis
Od malena odgojen u kršćanskoj vjeri. Uhićen je zbog širenja kršćanskog nauka za vrijeme vladavine cara Dioklecijana i sucara Maksimijana 304. god po. Kr. Rimski časnik Felicio doveden je do prefekta Draga, koji mu naredi da prinese žrtvu (zapali tamjan) na oltaru boga Serepa, ako hoće izbjeći smrti. Kada je sv. Felicio pristupio na prag hrama, vjetar je zapuhao i srušio kip. Zatim je na silu odveden u hram boga Merkura, gdje se dogodilo isto, i u hramu boginje Dijane su se srušili kipovi. Na očigled ovih čuda stanovnici Rima se uznemire, prefekt Drago naredi da sv. Felicija dovede kod stabla, gdje su se slavili poganski bogovi. Nakon što se pomolio Bogu, sv. Felicio zapovijedi stablu da se sruši, i stablo se sruši rušeći kumire i svetinje poganske. Kada je vidio rušenje stabla Drago naredi da se sv. Felicio pogubi na mjestu srušena stabla i da mu se odrubi glava. Kada su ga vodili na stratište pratili su ga mnogi kršćani i pogani. Jedan od njih je bio i sv. Adukta koji je sa sv. Felicijom ubijen 30. kolovoza 304. god.
Tijelo su mu ostavili na mjestu gdje su ga sasjekli da ga životinje pojedu, međutim kršćani su ga noću kriomice pokopali. Pogani to doznaju, i pri pokušaju otkopavanja zadesi ih iznenadna smrt. Odmah nakon mučeničke smrti slavljen je kao svetac, u njegovi čast izgrađena je u 7. stoljeću bazilika na mjestu gdje je pokopan. Iskopine bazilike otkrivene su 1904. godine. Zauzimanjem oca konventualca Vicka Puljasa, mještanina, kod pape Pija VII., dobiveno je čitavo tijelo mučenika koje je preneseno iz Rima u Anconu, a zatim brodom u Kaštel Stari. Tijelo sveca stiglo je u Kaštel Stari 1804. godine. Danas njegovo tijelo počiva u crkvi sv. Ivana Krstitelja u Kaštel Starom

## Oltar sv. Felicija
Oltar sv. Felicija u crkvi sv. Ivana Krstitelja u Kaštel Starome, izgrađen je od mramora s odlikama baroka. Menza mu je proširena tijekom 19. stoljeća radi smještaja rake s tijelom sv. Felicia. Oltar je ranije bio posvećen Gospi od Milosrđa, na njemu se nalazi pala koju je naslikao Korčulani Petar Bezzi 1800. god. U gornjem djelu pale smještena je ikona Gospe od Milosrđa.